# 1,3-二氧五环
1,3-二氧五环是一种有机化合物，化学式 C
3H
6O
2。

## 制备
1,3-二氧五环可以由乙二醇和甲醛在酸催化下而成：
它也可以由环氧乙烷和甲醛在四氯化锡或四乙基溴化铵催化下反应而成。

## 性质

### 物理性质
1,3-二氧五环是一种挥发性的无色液体，沸点 74 °C。在−97 °C下，1,3-二氧五环会凝固，熔化热6.57 kJ·mol−1。1,3-二氧五环有两种同质异形体，其中II型在−131 °C以下产生，转变成I型时会放出2.68 kJ·mol−1的能量。它混溶于水、乙醚、丙酮和四氢呋喃。

### 化学性质
1,3-二氧五环倾向形成过氧化物。在酸存在下，1,3-二氧五环容易水解成乙二醇和甲醛，在碱中则比较稳定。当1,3-二氧五环被加热到470 °C 至500 °C时，它会分解成甲酸和乙烯。它和乙酰溴反应，生成2-(溴甲氧基)乙酸乙酯。

## 用处
1,3-二氧五环是生产聚甲醛的共聚物。